# Рафаель Алькорта
Рафаель Алькорта (ісп. Rafael Alkorta; нар. 16 вересня 1969, Більбао, Іспанія) — іспанський футболіст, що грав на позиції захисника.

## Клубна кар'єра
Народився 16 вересня 1969 року в місті Більбао. Вихованець футбольної школи клубу «Атлетик».
У дорослому футболі дебютував 1985 року виступами за команду «Більбао Атлетик», в якій провів три сезони, взявши участь у 40 матчах чемпіонату.
Своєю грою за фарм-клуб привернув увагу представників тренерського штабу головної команди «Атлетика», до складу якої приєднався 1987 року. Відіграв за клуб з Більбао наступні шість сезонів своєї ігрової кар'єри. Більшість часу, проведеного у складі «Атлетика», був основним гравцем захисту команди.
У 1993 році уклав контракт з клубом «Реал Мадрид», у складі якого провів наступні чотири роки своєї кар'єри гравця. Граючи у складі мадридського «Реала» також здебільшого виходив на поле в основному складі команди. За цей час двічі виборював титул чемпіона Іспанії.
У 1997 році повернувся до клубу «Атлетик», за який відіграв 5 сезонів. Завершив професійну кар'єру футболіста виступами за команду «Атлетик» у 2002 році.

## Виступи за збірні
У 1990 році дебютував в офіційних матчах у складі національної збірної Іспанії. Протягом кар'єри у національній команді, яка тривала 9 років, провів у формі головної команди країни 59 матчів.
У складі збірної був учасником чемпіонату світу 1990 року в Італії, чемпіонату світу 1994 року в США, чемпіонату Європи 1996 року в Англії, чемпіонату світу 1998 року у Франції.

## Досягнення
- Чемпіон Іспанії:

«Реал Мадрид»: 1994–95; 1996–97;
- Володар Суперкубка Іспанії з футболу:

«Реал Мадрид»: 1993